# Ernestine Hipper
Ernestine Hipper (* 2. Mai 1962 in Hollenbach) ist eine deutsche Filmausstatterin (Set Decorator), die für ihre Arbeit an dem Film Im Westen nichts Neues einen Oscar erhielt.

## Biografie
Hipper wuchs im oberbayerischen Langenmosen auf. Mit 15 Jahren zog sie mit der Familie nach Nürnberg, mit 17 ging sie nach München und studierte an der Modeschule. Danach arbeitete sie in der Werbebranche, später als Stylistin. Zudem hat sie eine Ausbildung als Diplom-Grafikdesignerin und Diplom-Modedesignerin durchlaufen.
In den 1990er-Jahren hatte Hipper erste Engagements beim Fernsehen, erstmals machte sie mit dem Tanzfilm Carmen on Ice von 1990 mit Katarina Witt in der Titelrolle, bei dem sie für die Kostüme mitverantwortlich war, auf sich aufmerksam. Ihren Durchbruch als Filmausstatterin hatte sie Mitte der 2000er-Jahre mit Helmut Dietls Kinofilm Vom Suchen und Finden der Liebe.
An der in den Jahren 2005/2006 erschienenen deutschen Telenovela Sophie – Braut wider Willen, die in der zweiten Hälfte des 19. Jahrhunderts spielt, wirkte Hipper als Ausstatterin mit. Yvonne Catterfeld war als die titelgebende Sophie zu sehen. Ebenfalls aus 2005 stammt der Fernseh-Zweiteiler Die Luftbrücke – Nur der Himmel war frei von 2005, der die Berliner Luftbrücke thematisiert. Zu den Hauptdarstellern des Historienfilms zählen Ulrich Tukur und Heino Ferch. Der Film erhielt die Goldene Kamera 2006 in der Kategorie „Bester deutscher Fernsehfilm“.
Die deutsch-französische Filmproduktion Die Schöne und das Biest (2014), an der Hipper mitwirkte, und die im Frankreich um das Jahr 1810 spielt, wurde mit einem César in der Kategorie „Bestes Szenenbild“ ausgezeichnet. An der Tragikomödie Resistance – Widerstand (2020), die im Zweiten Weltkrieg angesiedelt ist, vom französischen Widerstand erzählt, und zugleich eine Filmbiografie über den französischen Pantomimen Marcel Marceau darstellt, wirkte Hipper ebenso mit wie an dem musikalischen Filmdrama Tár, in dessen Mittelpunkt die von Cate Blanchett verkörperte erste weibliche Chefdirigentin Lydia Tár steht. Der Film war in sechs Kategorien für einen Oscar nominiert. Für das 2022 erschienene Kriegsdrama Im Westen nichts Neues von Edward Berger war Hipper gemeinsam mit Christian M. Goldbeck für das Szenenbild zuständig. Das Duo erhielt bei der im März 2023 stattfindenden Zeremonie einen Oscar in der Kategorie „Bestes Szenenbild“.  Der Film war in weiteren acht Kategorien für die Trophäe nominiert und konnte insgesamt vier Oscars erringen.
Hippers bevorzugter Arbeitsbereich als Filmausstatterin liegt bei historischen Projekten.

## Filmografie (Auswahl)
– Ausstatterin/Szenenbild, wenn nicht anders angegeben –
- 1990: Carmen on Ice (Fernsehfilm; nur Kostüme)
- 1992: Frau bleibt Frau (Fernsehfilm)
- 1993: Night Train to Venice (nur Kostüme)
- 1998: The Mall – Flutkatastrophe im Shopping-Center (Terror in the Mall) Fernsehfilm
- 1998: Supersingle (Fernsehfilm)
- 2000: Ein Scheusal zum Verlieben (Fernsehfilm)
- 2000: Timeshare
- 2002: Tatort: Der Fremdwohner (Fernsehreihe, Folge 515, 33. Fall für Batic und Leitmayr)
- 2002: Halbtot – Half Past Dead (Half Past Dead)
- 2002: Extreme Ops
- 2003: Antonia – Tränen im Paradies (Fernsehfilm)
- 2005: Vom Suchen und Finden der Liebe
- 2005: Sophie – Braut wider Willen (Fernsehserie)
- 2005: Die Luftbrücke – Nur der Himmel war frei (Fernsehfilm)
- 2007: Vorne ist verdammt weit weg
- 2008: Krabat
- 2011: Wickie auf großer Fahrt
- 2013: Das kleine Gespenst
- 2014: Die Schöne und das Biest
- 2014: Alles ist Liebe
- 2015: Fack ju Göhte 2
- 2016: Die Dasslers – Pioniere, Brüder und Rivalen (2-teiliger Fernsehfilm 1. Die Gebrüder Dassler 2. Adidas vs. Puma)
- 2017: Euphoria
- 2019: Das perfekte Geheimnis
- 2020: Resistance – Widerstand
- 2020: Es ist zu deinem Besten
- 2022: Tár
- 2022: Im Westen nichts Neues

## Auszeichnungen (Auswahl)
- 2006: Auszeichnung für  Die Luftbrücke – Nur der Himmel war frei in der Kategorie „Bester deutscher Fernsehfilm“
- 2013: Auszeichnung der Filmproduktion Die Schöne und das Biest (2014) mit dem César
- 2023: Set Decorators Society of America, USA: – gemeinsam mit Marco Bittner Rosser für und mit Tár
  - Gewinnerin des SDSA Award in der Kategorie „Beste Ausstattung/Design eines zeitgenössischen Spielfilms“
- 2023: BAFTA Awards: nominiert für den BAFTA Award in der Kategorie „Bestes Szenenbild“ gemeinsam mit Christian M. Goldbeck für und mit dem Film Im Westen nichts Neues
- 2023: Academy Awards: Auszeichnung in der Kategorie „Bestes Szenenbild“ gemeinsam mit Christian M. Goldbeck für und mit dem Film Im Westen nichts Neues (2022)
- 2023: Bayerischer Verdienstorden[5]